# Isabel Fernandes
Isabel Fernandes (século XVI), também conhecida como a Velha de Diu, foi uma combatente portuguesa no segundo cerco de Diu (1546).

## Biografia
Isabel Fernandes, junto com Isabel Madeira, Catarina Lopes, Garcia Rodrigues e Isabel Dias, lutou na frente de batalha contra os turcos, no segundo cerco de Diu. Numa carta enviada em 1559 a Catarina de Áustria, rainha de Portugal, declara que o seu filho Afonso Fernandes era "o derradeiro que me ficou de dezoito que tinha, que todos se gastaram em serviço de Deus e de Vossa Alteza nestas partes".
Este feito encontra-se registado nas Décadas de Diogo de Couto, e numa revista de 1842 foi assim descrito:
Do primeiro cerco de Diu, passemos ao segundo. Este (que sustentou com valor digno da sua pessoa o famoso e esclarecido Capitão D. João Mascarenhas, no tempo do memoravel D. João de Castro, um dos maiores homens, que com grande credito seu, e igual gloria de Portugal, governou os Estados da India) foi certamente pelas circumstancias que se lhe juntárão muito mais formidavel que o primeiro. Por este motivo se formou uma grande Companhia de mulheres, para que unido um e outro esforço, masculino e feminino, pudesse mais fortemente resistir á furia dos inimigos. Entre aquellas ficárão em memoria os nomes de Garcia Rodrigues, Isabel Dias, Catharina Lopes, e Isabel Fernandes, governando a todas como Capitão Isabel Madeira. Estas, de tal sorte se houverão neste memoravel cerco, que não só acodião aos reparos dos muros e baluartes, senão que, ajudando aos mesmos Soldados, a ellas se deveo o não ser rendida aquella Fortaleza.